# 黎贵惇技术大学
黎贵惇技术大学，简称“黎技”，是越南十五所国立重点大学之一，也是越南最大的工科大学。以越南后黎朝学者黎贵惇命名。
与中国清华大学、北京科大、西电、西交大、南京理工、哈工大友好交往关系。

## 历史
1966年8月8日根据越南政府146/CP决定组建第二理工学院。1966年10月28日开学。1968年6月18日，由隶属于越南高等与中等专业教育部改为隶属于越南国防部，改名为“军事技术大学”。1991年5月6日根据越南政府150/CT决议改为黎贵惇技术大学。

## 校區
1. 河内市北慈廉郡黄国越路236号
2. 永福省永安市麊泠街.
3. 胡志明市新平郡共和路71号
4. 河内市南慈廉郡芳粳.
5. 河内市和洛高科技园区